# Stactobia tjederi
Stactobia tjederi är en nattsländeart som beskrevs av Schmid 1959. Stactobia tjederi ingår i släktet Stactobia och familjen smånattsländor. Inga underarter finns listade i Catalogue of Life.